# لیان بی. راسل
لیان بی. راسل (انگلیسی: Liane Russell؛ زادهٔ ۲۷ اوت ۱۹۲۳ - درگذشته ۲۰ ژوئیهٔ ۲۰۱۹) جانورشناس و نسل‌شناس اهل ایالات متحده آمریکا بود. مطالعات او در ژنتیک پستانداران مبنایی برای درک مبانی کروموزوم برای تعیین جنسیت در پستانداران و اثرات ناشی از پرتو، دارو، سوخت‌ها، و زباله روی موش‌ها را فراهم کرد که به آگاهی از چگونگی جلوگیری و اجتناب از این فرایندها انجامید.
وی همچنین برندهٔ جوایزی همچون جایزه انریکو فرمی شد.